# Gratsparren

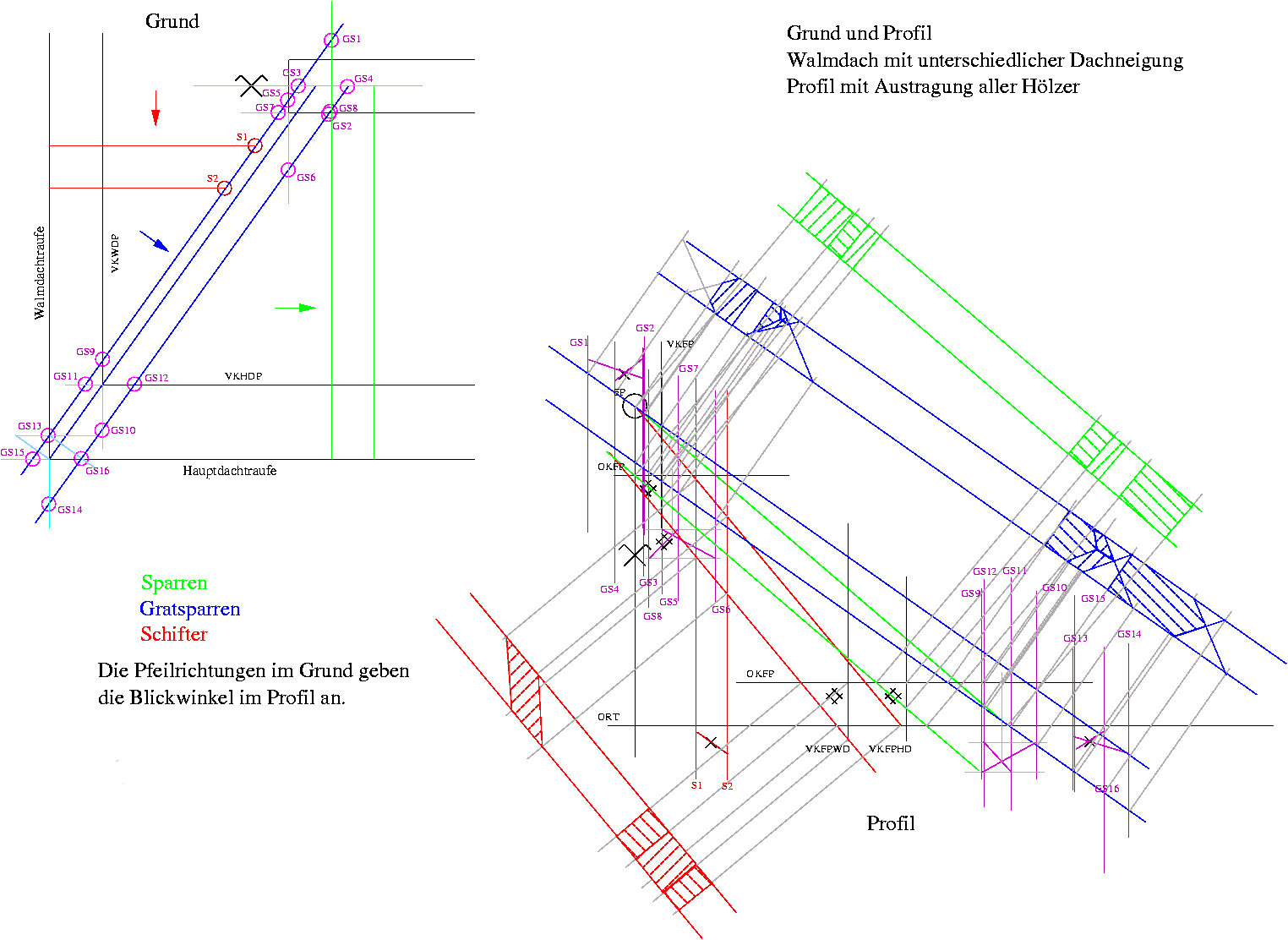
Im Grund verschobener Gratsparren (blau)

Ein Gratsparren ist in einer Dachkonstruktion eines abgewalmten Dachs der den Grat unterstützende, diagonal von der ausspringenden Ecke einer Traufe zum First verlaufende Sparren.
Der Gratsparren ist das Pendant zum Kehlsparren an einer Dachkehle. Ein Gratsparren besteht in der Regel aus Bauholz, bei höherer Beanspruchung und/oder Stützweite wird er aber auch aus Profilstahl hergestellt. Der Zimmerer fertigt einen Gratsparren als Anschlusspunkt für die Schifter im Dachtragwerk.

## Beschreibung und Ausführung

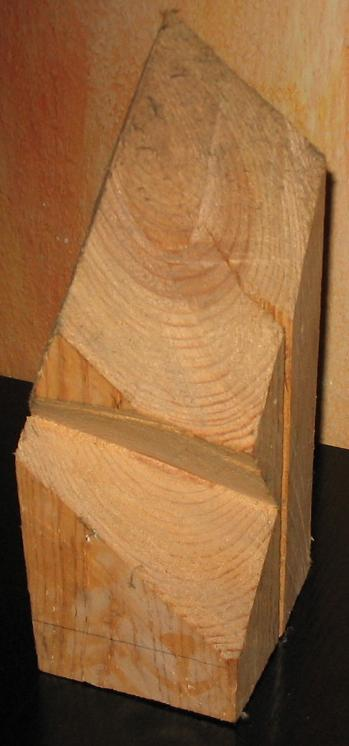
Ausgearbeiteter Firstpunkt eines Gratsparrens

Ein Gratsparren ist länger und etwa um die Hälfte höher als ein Normalsparren desselben Daches. Er besitzt eine geringere Neigung als die Sparren und Schifter der angrenzenden Dachflächen. Ein Gratsparren kann verkantet im Raum liegen. Um eben in beiden angrenzenden Dachflächen zu liegen, muss er abgegratet oder tiefergelegt werden. Wenn ein Gratsparren nicht bis zur Dachtraufe läuft spricht man von einer Verfallung. Der Traufabschnitt eines Gratsparrens kann einen Hexenschnitt erhalten, um dort eine umlaufende Traufbohle befestigen zu können oder einen einheitlichen Anblick zu erhalten. Zur Bestimmung der beiden Ausschnitte, der Kerve und der Abgratung ist es notwendig, einen Grundriss und ein Profil des Daches aufzureißen. Das Aufreißen und Anreißen von Gratsparren sind Teil der Handwerkstechnik Schiftung.